# Diego José Rangel Monge
Diego José Rangel Monge (Almendralejo, 23 d'agost de 1978) és un exfutbolista professional extremeny, que ocupava posició de defensa.

## Trajectòria
Sorgeix a les files del CF Extremadura, amb qui debuta en Primera jugant un encontre de la campanya 96/97. Però, no té continuïtat a l'equip blaugrana i marxa a altres equips de la zona, com el Don Benito o la UD Mérida. El 2003 fitxa pel Palamós CF, i a l'any següent, pel Pájara Playas de Jandía.
La temporada 05/06 recala al planter de la UE Figueres, i després d'un any a la SD Huesca, el 2007 retorna a Catalunya per jugar amb el Girona FC.